# 沙達爾布爾烏帕齊拉
沙达尔布尔乌帕齐拉是孟加拉国福里德布尔县的一个乌帕齐拉，位於达卡专区的福里德布爾县。。

## 人口
據1991年孟加拉国人口普查，沙达尔布尔共有戶數40,219戶，人口193347人。其中男性佔比48.14%，女性佔比51.86%；成年人口88,658人。該地7歲以上人口之平均識字率為43.2%，高於全國平均值（32.4%）。